# Della Vittoria (zone suburbaine de Rome)
Ne doit pas être confondu avec Della Vittoria.

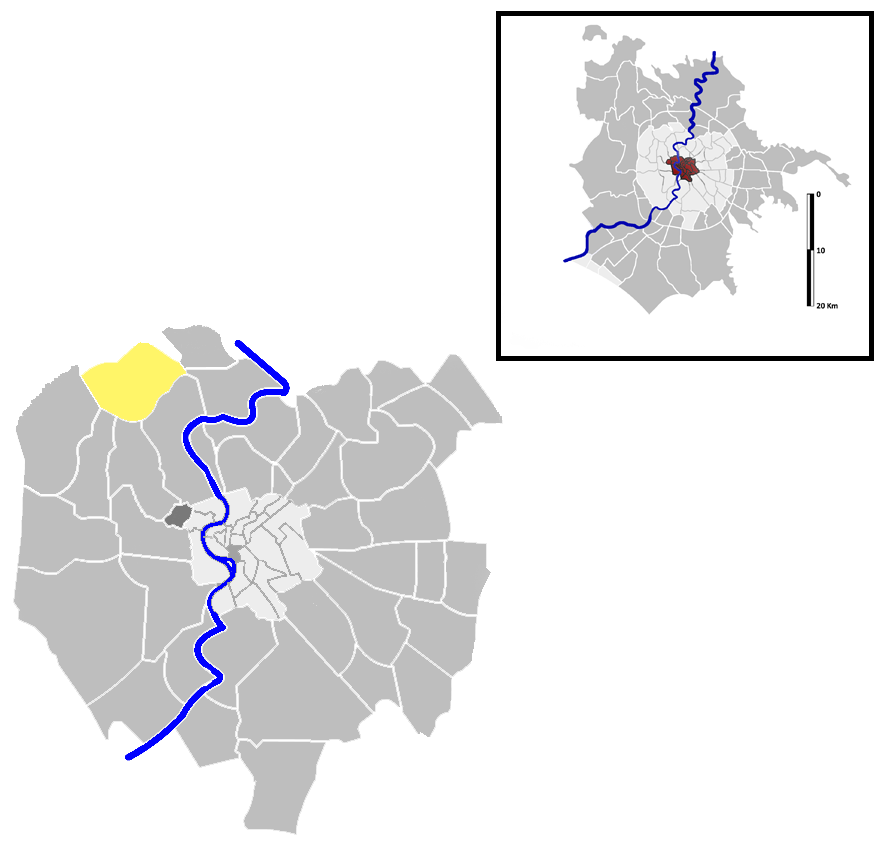
Localisation de la zone suburbaine de Della Vittoria sur la carte administrative de Rome.

Della Vittoria est une suburbi (zone suburbaine) située à l'ouest de Rome en Italie prenant son nom du quartier Della Vittoria. Elle est désignée dans la nomenclature administrative par S.XI et fait partie des Municipio XIX et XX. Sa population est de 34 287 habitants répartis sur une superficie de 6,17 km2.

## Lieux particuliers
- Église Nostra Signora di Guadalupe a Monte Mario
- Église Santa Rita da Cascia a Monte Mario
- Église San Gabriele arcangelo
- Église San Francesco d'Assisi a Monte Mario